# Брион-сюр-Урс
Брио́н-сюр-Урс (фр. Brion-sur-Ource) — коммуна во Франции, находится в регионе Бургундия. Департамент коммуны — Кот-д’Ор. Входит в состав кантона Монтиньи-сюр-Об. Округ коммуны — Монбар.
Код INSEE коммуны — 21109.

## Население
Население коммуны на 2010 год составляло 229 человек.
| 1962 | 1968 | 1975 | 1982 | 1990 | 1999 | 2010 |
| ---- | ---- | ---- | ---- | ---- | ---- | ---- |
| 276  | 247  | 223  | 225  | 245  | 223  | 229  |

## Экономика
В 2010 году среди 152 человек трудоспособного возраста (15—64 лет) 114 были экономически активными, 38 — неактивными (показатель активности — 75,0 %, в 1999 году было 73,5 %). Из 114 активных жителей работали 107 человек (58 мужчин и 49 женщин), безработных было 7 (2 мужчин и 5 женщин). Среди 38 неактивных 13 человек были учениками или студентами, 16 — пенсионерами, 9 были неактивными по другим причинам.